# Josep Zapata i Nadal
Josep Zapata i Nadal (València, 1763 - València, 1837) fou un pintor valencià, especialista en pintura de flors, així com d'obres de temàtica religiosa o d'història.
Es va formar a la Reial Acadèmia de Belles Arts de Sant Carles, sota les indicacions de Cristòfol Valero i Lluís Antoni Planes. Anys més tard, el 1798 va ser acceptat com a acadèmic del mateix centre, i el 1806 va esdevenir-ne professor auxiliar de pintura. Sempre vinculat a Sant Carles, el 1810 va esdevenir acadèmic de mèrit de flors i poc després, el 1815, director de la Sala de flors.
Com a reconeixement als seus mèrits, el 1832 va esdevenir acadèmic de la Reial Acadèmia de Belles Arts de San Fernando de Madrid.
Es poden veure obres seves al convent del Sant Esperit de Gilet, al Camp de Morvedre, al Museu de Belles Arts de València i a l'Acadèmia de San Fernando.